# Luís Fabiano
Pour les articles homonymes, voir Fabiano.
Luis Fabiano Clemente, né le 8 novembre 1980 à Campinas au Brésil, est un footballeur international brésilien qui évoluait au poste d'avant-centre.

## Biographie

### En club
Formé au modeste club de Ponte Preta, Luis Fabiano signe à Rennes en 2000 en même temps que plusieurs autres compatriotes : son ancien coéquipier Vander, le défenseur César, et l'attaquant Lucas. Comme ces trois joueurs, il ne s'imposera jamais en Bretagne. Ainsi il est prêté au mois de janvier 2001 pour qu'il ait plus de temps de jeu à São Paulo. Un an plus tard, il revient de son prêt au Brésil pour s'imposer comme le fer de lance de l'attaque rennaise mais il échoue à nouveau à cause d'un manque de confiance de sa part.
Cette fois-ci, en juillet 2002 il est vendu à São Paulo, qui lui fait confiance et les statistiques le démontrent. Sous le maillot du Tricolore, il devient le "Fabuloso". Alimenté par les Kaká et Júlio César Baptista, il brille au Brésil. En 2002, il termine meilleur buteur du Brasileiro, mais Sao Paulo est éliminé en quarts de finale du championnat par le futur vainqueur, le Santos de Diego et Robinho.
En 2004, après la Copa América, il décide de tenter à nouveau sa chance en Europe. Il rejoint alors le Porto, le champion d'Europe en titre qui a connu une véritable saignée à l'intersaison (départs de Mourinho, Paulo Ferreira, Ricardo Carvalho ou Deco). Il y retrouve ses compatriotes Carlos Alberto et Diego. Après d'un bon début chez les dragons, il se retrouve à faire des matches très moyens comme contre face à Rio Ave, où il est seul face au but et laisse filer le ballon entre ses jambes. Sa saison se révèle très insuffisante puisqu'il n'inscrit que trois buts en championnat. À sa décharge, le rapt de sa mère a aussi pu perturber le joueur. Pas convaincu par ses performances, le FC Porto décide de le placer sur le marché des transferts.
Finalement, ce sera Séville qui décide de le recruter. Et le club n'aura pas à le regretter puisque c'est en son sein que Luis Fabiano va enfin réussir à s'imposer même si sa première saison n'est pas impériale. Mais c'est toutefois lui qui ouvre le score en finale de Coupe de l'UEFA face à Middlesbrough. Le club sévillan gagne sa première coupe d'Europe. Le club récidive même la saison suivante, cette fois-ci contre l'Espanyol Barcelone. Et en championnat, Luis Fabiano inscrit 10 buts aux côtés de Kanouté.
La saison suivante, 2007-2008, est sa saison la plus accomplie sous le maillot sévillan puisqu'il inscrit 24 buts et échoue de peu dans la course au Pichichi. Il est classé 16ème du Ballon d'or 2009.
Il quitte le club espagnol en mars 2011 pour rejoindre son ancien club du São Paulo FC pour 7,6 millions d'euros selon la presse espagnole. Il est alors âgé de 30 ans. Blessé, il doit toutefois attendre plusieurs mois avant de faire à nouveau ses débuts avec le maillot de Sao Paulo. Puis il doit ensuite patienter plusieurs matchs avant de trouver les chemins des filets dans le Brasileiro tandis que son club bien parti en début de championnat (5 victoires lors des 5 premières journées) est en crise (deux entraîneurs limogés). L'année 2013 s'avère compliqué pour lui, qui enchaîne les blessures et les expulsions. Son départ a même été envisagé.
Le 1er février 2015, face à Penapolense (3-1), Luis Fabiano inscrit son 200e but sous le maillot noir et blanc du São Paulo FC.

### En équipe nationale
Luis Fabiano compte 42 sélections pour 29 buts, soit une moyenne de 0,69 but par match avec l'équipe du Brésil. Sa première sélection a lieu en juin 2003. Il est retenu pour la Coupe des confédérations 2003 mais c'est un échec total pour la Seleçao qui ne parvient pas à sortir de la phase de poules malgré la présence dans le groupe du duo Ronaldinho-Adriano.
Un an après, il est titulaire aux côtés de ce dernier pour la Copa América dont ont été dispensés Kaká, Ronaldinho et Ronaldo. Il a ainsi l'opportunité de gagner sa place dans le groupe de la Seleçao. Mais malheureusement pour lui, ses performances moyennes (seulement 2 buts dans le tournoi) sont éclipsées par celles phénoménales d'Adriano qui termine meilleur buteur du tournoi et est un artisan majeur de la conquête du titre continental.
Du coup c'est Adriano, fort de sa performance lors de Copa América 2004 qui va gagner sa place de titulaire aux côtés de Ronaldo. Luis Fabiano, perdu à Porto, disparait de la Seleçao. Pour la Coupe du monde 2006, ce sont Robinho et Fred qui lui sont préférés derrière les indéboulonnables Ronaldo et Adriano.
Après le fiasco du mondial, Luis Fabiano ne réapparait pas tout de suite en seleçao, le sélectionneur Dunga faisant confiance à Fred, Robinho, Vágner Love ou encore Rafael Sóbis. Il n'est ainsi pas appelé pour la Copa América 2007.
Aucun joueur ne s'imposant durablement, il a finalement sa chance en novembre 2007 face au Pérou. Il ne marque pas, mais quelques jours après, il inscrit les deux buts de la victoire face à l'Uruguay. Dès lors, il va progressivement s'imposer à la pointe de l'attaque de la Seleçao aux côtés de Robinho.
Il inscrit un triplé contre le Portugal, le 19 novembre 2008, lors d'un match historique où la Seleção se voit remporter le match sur le score de 6-2.
En 2009, il remporte son deuxième titre avec la seleçao : la Coupe des Confédérations disputée en Afrique du Sud. II termine d'ailleurs meilleur buteur du tournoi avec 5 buts dont deux doublés, l'un  lors du premier tour contre l'Italie, et l'autre en finale contre les États-Unis.
L'année suivante il est logiquement le titulaire au poste d'attaquant à la Coupe du monde. Toutefois, le brésilien n'arrive pas dans la forme de sa vie en Afrique. Il est ainsi incapable de marquer face aux modestes nord coréens. Il se rattrape lors du deuxième match,  puisqu'il inscrit un doublé contre la Côte d'Ivoire le 20 juin 2010. Il marque le deuxième but du Brésil face au Chili lors des 8èmes de finale de la Coupe du monde, le 28 juin 2010. Mais le parcours du Brésil s'arrête dès les quarts de finale face aux Pays-Bas. Il sera rappelé en sélection en 2012 et 2013.

## Statistiques

### Statistiques détaillées
Ce tableau présente les statistiques en carrière de joueur de Luis Fabiano,,.
| Saison                | Club                  | Championnat           | Championnat | Championnat | Coupe(s) nationale(s) | Coupe(s) nationale(s) | Supercoupe | Supercoupe | Compétition(s) continentale(s) | Compétition(s) continentale(s) | Compétition(s) continentale(s) | Autres compétitions | Autres compétitions | Autres compétitions | Brésil | Brésil | Total | Total |
| Saison                | Club                  | Division              | M.          | B.          | M.                    | B.                    | M.         | B.         | Comp.                          | M.                             | B.                             | Comp.               | M.                  | B.                  | M.     | B.     | M.    | B.    |
| 1998                  | Ponte Preta           | Série A               | 7           | 2           | -                     | -                     | -          | -          | -                              | -                              | -                              | -                   | -                   | -                   | -      | -      | 7     | 2     |
| 1999                  | Ponte Preta           | Série A               | 5           | 1           | -                     | -                     | -          | -          | -                              | -                              | -                              | -                   | -                   | -                   | -      | -      | 5     | 1     |
| 2000                  | Ponte Preta           | Série A               | -           | -           | -                     | -                     | -          | -          | -                              | -                              | -                              | -                   | -                   | -                   | -      | -      | 0     | 0     |
| Sous-total            | Sous-total            | Sous-total            | 12          | 3           | -                     | -                     | -          | -          | -                              | -                              | -                              | -                   | -                   | -                   | -      | -      | 12    | 3     |
| 2000-2001             | Stade rennais FC      | D1                    | 7           | 0           | -                     | -                     | -          | -          | -                              | -                              | -                              | -                   | -                   | -                   | -      | -      | 7     | 0     |
| 2001-2002             | Stade rennais FC      | D1                    | 4           | 0           | 1                     | 0                     | -          | -          | -                              | -                              | -                              | -                   | -                   | -                   | -      | -      | 5     | 0     |
| Sous-total            | Sous-total            | Sous-total            | 11          | 0           | 1                     | 0                     | -          | -          | -                              | -                              | -                              | -                   | -                   | -                   | -      | -      | 12    | 0     |
| 2001                  | São Paulo (prêt)      | Série A               | 22          | 9           | 4                     | 5                     | -          | -          | CM                             | 6                              | 2                              | CR+TR+CC            | 9+2+6               | 5+2+7               | -      | -      | 49    | 30    |
| 2002                  | São Paulo             | Série A               | 23          | 19          | -                     | -                     | -          | -          | -                              | -                              | -                              | CC                  | 2                   | 2                   | -      | -      | 25    | 21    |
| 2003                  | São Paulo             | Série A               | 34          | 29          | 8                     | 8                     | -          | -          | CL                             | 4                              | 1                              | CR                  | 10                  | 8                   | 3      | 1      | 59    | 47    |
| 2004                  | São Paulo             | Série A               | 8           | 5           | -                     | -                     | -          | -          | CL                             | 12                             | 8                              | CR                  | 9                   | 8                   | 9      | 5      | 38    | 26    |
| Sous-total            | Sous-total            | Sous-total            | 87          | 62          | 12                    | 13                    | -          | -          | -                              | 22                             | 11                             | -                   | 38                  | 32                  | 12     | 6      | 171   | 124   |
| 2004-2005             | FC Porto              | D1                    | 22          | 3           | -                     | -                     | -          | -          | C1                             | 4                              | 0                              | CLT                 | 1                   | 0                   | -      | -      | 27    | 3     |
| 2005-2006             | Séville FC            | Liga                  | 23          | 5           | 2                     | 0                     | -          | -          | C3                             | 12                             | 2                              | -                   | -                   | -                   | -      | -      | 37    | 7     |
| 2006-2007             | Séville FC            | Liga                  | 26          | 10          | 4                     | 1                     | -          | -          | C3                             | 9                              | 4                              | SU                  | 1                   | 0                   | -      | -      | 40    | 15    |
| 2007-2008             | Séville FC            | Liga                  | 30          | 24          | 3                     | 1                     | 1          | 1          | C1                             | 10                             | 6                              | SU                  | 1                   | 1                   | 8      | 3      | 53    | 36    |
| 2008-2009             | Séville FC            | Liga                  | 26          | 8           | 7                     | 7                     | -          | -          | C3                             | 4                              | 2                              | -                   | -                   | -                   | 11     | 13     | 48    | 30    |
| 2009-2010             | Séville FC            | Liga                  | 23          | 15          | 6                     | 4                     | -          | -          | C1                             | 6                              | 2                              | -                   | -                   | -                   | 12     | 6      | 47    | 27    |
| 2010-2011             | Séville FC            | Liga                  | 21          | 10          | 4                     | 1                     | 2          | 1          | C1+C3                          | 2+6                            | 1+1                            | -                   | -                   | -                   | -      | -      | 35    | 14    |
| Sous-total            | Sous-total            | Sous-total            | 149         | 72          | 26                    | 14                    | 3          | 2          | -                              | 49                             | 18                             | -                   | 2                   | 1                   | 31     | 22     | 260   | 129   |
| 2011                  | São Paulo             | Série A               | 10          | 6           | -                     | -                     | -          | -          | CL                             | 2                              | 1                              | -                   | -                   | -                   | -      | -      | 12    | 7     |
| 2012                  | São Paulo             | Série A               | 22          | 17          | 9                     | 8                     | -          | -          | CL                             | 5                              | 1                              | CR                  | 8                   | 5                   | 1      | 0      | 45    | 31    |
| 2013                  | São Paulo             | Série A               | 24          | 6           | -                     | -                     | -          | -          | CL+CS                          | 6+5                            | 5+2                            | CR+RS               | 13+2                | 8+0                 | 1      | 0      | 51    | 21    |
| 2014                  | São Paulo             | Série A               | 23          | 9           | 3                     | 2                     | -          | -          | CL                             | 3                              | 0                              | CR                  | 14                  | 9                   | -      | -      | 43    | 20    |
| 2015                  | São Paulo             | Série A               | 22          | 8           | 4                     | 1                     | -          | -          | CL                             | 6                              | 1                              | CR                  | 7                   | 3                   | -      | -      | 39    | 13    |
| Sous-total            | Sous-total            | Sous-total            | 101         | 46          | 16                    | 11                    | -          | -          | -                              | 27                             | 10                             | -                   | 44                  | 25                  | 2      | 0      | 190   | 92    |
| 2016                  | Tianjin Guanjian      | D2                    | 28          | 22          | 1                     | 1                     | -          | -          | -                              | -                              | -                              | -                   | -                   | -                   | -      | -      | 29    | 23    |
| 2017                  | Vasco da Gama         | Série A               | 12          | 5           | 1                     | 0                     | -          | -          | -                              | -                              | -                              | CC                  | 7                   | 1                   | -      | -      | 20    | 6     |
| Sous-total            | Sous-total            | Sous-total            | 40          | 27          | 2                     | 1                     | -          | -          | -                              | -                              | -                              | -                   | 7                   | 1                   | -      | -      | 49    | 29    |
| Total sur la carrière | Total sur la carrière | Total sur la carrière | 422         | 213         | 57                    | 39                    | 3          | 2          | -                              | 102                            | 39                             | -                   | 92                  | 59                  | 45     | 28     | 721   | 380   |

## Palmarès

### En club
- Vainqueur du tournoi Rio-São Paulo en 2001 avec le São Paulo FC
- Vainqueur de la Coupe intercontinentale en 2004 avec le FC Porto
- Vainqueur de la Coupe de l'UEFA en 2006 et en 2007 avec le FC Séville
- Vainqueur de la Supercoupe de l'UEFA en 2006 avec le FC Séville
- Vainqueur de la Coupe d'Espagne en 2007 et 2010 avec le FC Séville
- Vainqueur de la Supercoupe d'Espagne en 2007 avec le FC Séville

### En sélection nationale
- Vainqueur de la Copa América en 2004 avec l'équipe du Brésil
- Vainqueur de la Coupe des confédérations en 2009 avec l'équipe du Brésil

## Distinctions personnelles
- Vainqueur du Samba d'or : 2009
- Troisième du Samba d'or : 2008
- Ballon d'argent du meilleur joueur de la Coupe des confédérations : 2009

### Divers
Luis Fabiano est également tristement célèbre pour son altercation avec Carlos Diogo lors d'un match opposant le Real Saragosse au FC Séville. Leur incroyable ballet de gifles manquées a valu à chacun des semaines de suspension dans la Liga espagnole.